# Al-Furqan
Al-Furqan "O critério, o padrão" (em árabe: سورة الفرقان) é a vigésima quinta sura do Alcorão e contém 77 versículos (ayat).